# Чочишвили, Рамаз Шотаевич
Рамаз Шотаевич Чочишвили (груз. რამაზ შოთას ძე ჩოჩიშვილი; род. 14 ноября 1975, Гори) — грузинский дзюдоист, представитель полутяжёлой и тяжёлой весовых категорий. Выступал за сборную Грузии по дзюдо в период 1993—2006 годов, трижды бронзовый призёр чемпионатов Европы, победитель и призёр этапов Кубка мира.

## Биография
Рамаз Чочишвили родился 14 ноября 1975 года. Сын выдающегося грузинского дзюдоиста Шоты Чочишвили, олимпийского чемпиона по дзюдо, многократного призёра европейских и мировых первенств.
Дебютировал на международной арене в сезоне 1993 года, заняв пятое место на международном турнире в Сеуле.
В 1994 году вошёл в основной состав грузинской национальной сборной и выступил на чемпионате Европы в Гданьске, где, тем не менее, выбыл из борьбы за медали уже после первого поединка. Стал серебряным призёром международного турнира в Москве.
В 1995 году одержал победу на юниорском Кубке атома в Венгрии и выиграл бронзовую медаль на юниорском европейском первенстве в Вальядолиде.
На чемпионате Европы 1996 года в Гааге завоевал бронзовую награду в зачёте абсолютной весовой категории, уступив на стадии полуфиналов представителю Турции Селиму Татароглу. Помимо этого, получил бронзу на этапе Кубка мира в Варшаве, занял пятое место на этапе Кубка мира в Москве, был вторым в зачёте грузинского национального первенства в полутяжёлом весе.
В 1998 году выиграл серебряную медаль на этапе Кубка мира в Мюнхене, тогда как на европейском первенстве в Овьедо попасть в число призёров не смог, расположившись в итоговом протоколе лишь на седьмой позиции.
В сезоне 1998/99 взял бронзу на домашнем этапе мирового кубка в Тбилиси, одержал победу на этапе в Леондинге, стал пятым на чемпионате Европы в Братиславе. Будучи студентом, отправился представлять страну на летней Универсиаде в Пальма-де-Мальорке, откуда привёз награду серебряного достоинства, завоёванную в открытой весовой категории — в решающем финальном поединке уступил румыну Александру Лунгу. Принимал участие в чемпионате мира в Бирмингеме, где уже в 1/32 финала открытого веса проиграл Селиму Татароглу.
В сезоне 1999/2000 был лучшим на этапах Кубка мира в Тбилиси и Москве, боролся на европейском первенстве во Вроцлаве.
На чемпионате Европы 2001 года в Париже выиграл бронзовую медаль в абсолюте, потерпев поражение в полуфинале от россиянина Александра Михайлина, в то время как на чемпионате мира в Мюнхене занял пятое место, уступив таким дзюдоистам как Ариэль Зеэви и Франк Мёллер.
В 2003 году вновь завоевал бронзовую медаль европейского первенства, став третьим в абсолютной весовой категории на соревнованиях в Дюссельдорфе, где единственное поражение потерпел на стадии четвертьфиналов от голландца Денниса ван дер Геста. При этом на мировом первенстве в Осаке большого успеха не добился, остановившись в 1/16 финала.
Последний раз показал сколько-нибудь значимый результат на международном уровне в сезоне 2006 года, когда выступил на Суперкубке мира в Москве — на стадии 1/16 финала был побеждён здесь болгарином Иваном Илиевым. Вскоре по окончании этих соревнований принял решение завершить спортивную карьеру.
Когда в 2015 году Шота Чочишвили посмертно был введён в Зал славы Международной федерации дзюдо, Рамаз получил награду за отца.